# (6769) Brokoff
(6769) Brokoff ist ein Asteroid des Hauptgürtels, der am 15. Februar 1985 vom tschechischen Astronomen Antonín Mrkos am Kleť-Observatorium (IAU-Code 046) in Südböhmen auf dem Kleť in der Nähe der Stadt Český Krumlov entdeckt wurde.
Der Himmelskörper wurde am 23. Mai 2000 nach dem böhmischen Bildhauerpaar (Vater und Sohn) des Barocks Johann Brokoff (1652–1718) und Ferdinand Maximilian Brokoff (1688–1731) benannt, der mit der plastischen Ausschmückung der Karlsbrücke beauftragt wurde, für die auch sein Sohn Ferdinand Maximilian Brokoff mehrere Heiligenfiguren selbständig schuf.
Der Asteroid gehört zur Brokoff-Gruppe, einer nach (6769) Brokoff benannten Gruppe von Asteroiden.